# Понтерото (Фрозиноне)
Понтерото је насеље у Италији у округу Фрозиноне, региону Лацио.
Према процени из 2011. у насељу је живело 33 становника. Насеље се налази на надморској висини од 42 м.